# Tumbaga
Tumbaga je slitina zlata i bakra, najčešće u omjeru 20 - 30% zlata i 70 - 80% bakra, a u slitini je obično bilo prisutno i srebro. 
Naziv slitine potječe od španjolaca koji su se s ovom slitinom susretali u španjolskoj kruni pripojenim zemljama srednje i Južne Amerike. 
Indijanci su tumbagu uvelike koristili u izradi nakita i posuda. Dodatnom obradom ova je slitina dobivala boju čistog zlata - smatra se da su predmeti kuhani u nekom biljnom soku bogatom organskim kiselinama koje bi površinski uklonile bakar i srebro, te bi na površini nastao sloj zlata.

## Vanjske poveznice
- The "Tumbaga" Saga: Treasure of the Conquistadors. Book about Tumbaga Bars  Arhivirana inačica izvorne stranice od 16. srpnja 2011. (Wayback Machine)